# Extincție

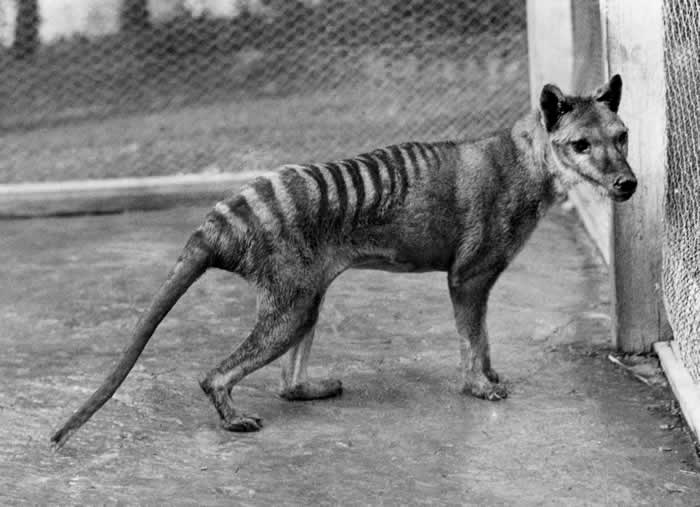
Lupul marsupial, astăzi extinct, a fost unul dintre cele mai mari marsupiale carnivore cunoscute

În biologie, extincția este dispariția tuturor membrilor unei specii sau a unui grup de taxoni, reducând astfel biodiversitatea. Momentul dispariției este, în general, considerat a fi moartea ultimului individ al speciei, deși capacitatea de reproducere și recuperare s-ar fi putut pierde înainte de acest punct. Deoarece potențialul ariei biogeografice al unei specii poate fi foarte mare, determinarea acestui moment este dificil de făcut, și de obicei are loc retrospectiv. Această dificultate conduce la fenomene cum ar fi taxonul Lazarus, unde o specie presupusă dispărută „reapare” brusc (de obicei în registrul fosilelor) după o perioadă de absență aparentă.
Se estimează că mai mult de 99% din toate speciile, care se ridică la peste cinci miliarde de specii, care au trăit vreodată pe Pământ au dispărut. Estimările privind numărul speciilor actuale de pe Pământ variază de la 10 milioane la 14 milioane, dintre care aproximativ 1,2 milioane au fost documentate și peste 86 % nu au fost încă descrise. În 2016, oamenii de știință au raportat că se estimează că 1 trilion de specii trăiesc în prezent pe Pământ, dintre care doar o miime dintr-un procent sunt descrise.
Prin evoluția biologică, noi specii apar prin procesul de speciație și devin extincte atunci când nu mai sunt capabile să supraviețuiască din cauza schimbărilor condițiilor climatice sau a concurenței cu o specie superioară. O specie tipică dispare în 10 milioane de ani de la prima sa apariție, deși unele specii, numite fosile vii, supraviețuiesc cu aproape nici o schimbare morfologică în de sute de milioane de ani.
Extincțiile în masă sunt evenimente relativ rare; totuși, extincțiile izolate sunt destul de frecvente. Chiar recent oamenii de știință au devenit alarmați de rata actuală de extincții. Cele mai multe specii care au dispărut nu au fost niciodată documentate științific. Unii cercetători estimează că până la jumătate din speciile de plante și animale existente în prezent pot dispărea până în 2100. Raportul din 2018 a indicat că în timpul perioadei umane începând cu Pleistocenul târziu, diversitatea filogenetică a 300 de specii de mamifere a fost pierdută, recuperarea necesitând între 5 și 7 milioane de ani. 
Conform "Raportului global de evaluare privind biodiversitatea și serviciile ecosistemice" al IPBES din 2019, biomasa mamiferelor sălbatice a scăzut cu 82%, ecosistemele naturale au pierdut aproximativ jumătate din suprafața lor și un milion de specii sunt expuse riscului de extincție – în mare parte ca urmare a acțiunile umane. 25% din speciile de plante și animale sunt amenințate cu extincția.
În iunie 2019, 1 milion de specii de plante și animale au fost expuse riscului de dispariție. Cel puțin 571 de specii sunt pierdute din 1750, dar probabil sunt mult mai multe de atât. Cauza principală a extincțiilor este distrugerea habitatelor naturale prin activități umane, cum ar fi tăierea pădurilor și transformarea pământului în câmpuri cultivate.
Semnul † amplasat în dreptul numelui unei specii sau al unui taxon indică extincția acestuia.

## Cauze

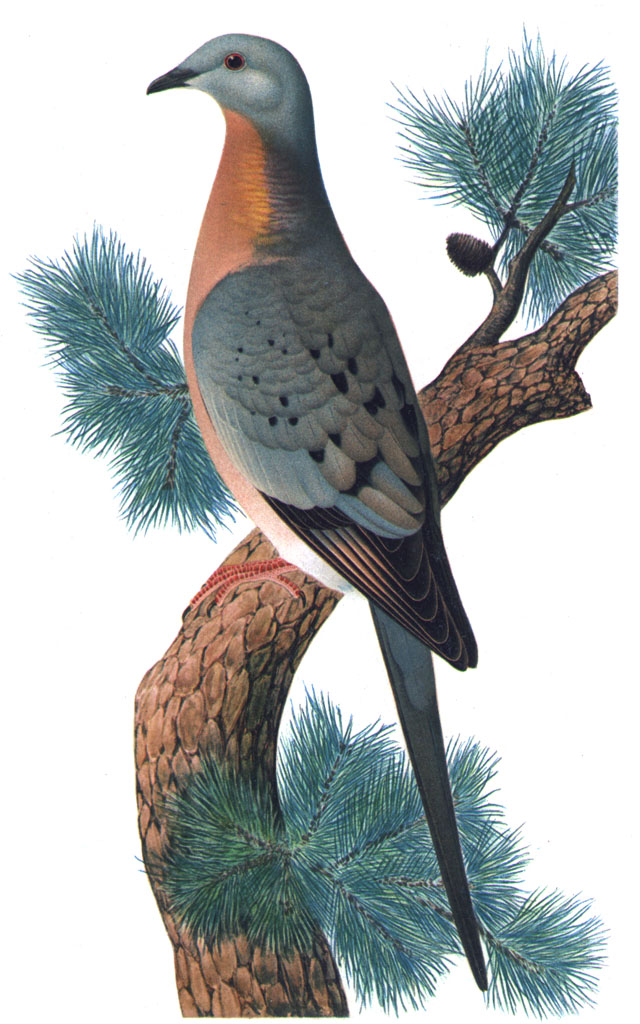
Porumbelul călător, una dintre sutele de specii de păsări extincte, a fost vânat până la dispariție pe parcursul a câtorva decenii

Se estimează că peste 99,9 % din toate speciile care au trăit vreodată au dispărut. Durata medie de viață a unei specii este de 1-10 milioane de ani, deși aceasta variază foarte mult între taxoni. Există o varietate de cauze care pot contribui, direct sau indirect, la dispariția unei specii sau unui grup de specii.
„Așa cum fiecare specie este unică, tot așa este și fiecare extincție. Cauzele fiecăreia sunt variate — unele subtile și complexe, altele evidente și simple—”— Watching, from the Edge of Extinction
În termeni simpli, orice specie care nu poate supraviețui și se reproduce în mediul său și nu se poate muta într-un mediu nou unde poate face acest lucru, moare și dispare.
O specie care nu este în mod normal expusă riscului de extincție poate dispărea brusc în timpul unor evenimente deosebit de grave, cum ar fi atunci când poluarea face ca întregul habitat să nu fie accesibil; sau poate să apară treptat de-a lungul a mii sau milioane de ani, cum ar fi atunci când o specie pierde treptat avantajul în competiția pentru hrană sau teritoriu în fața unor specii mai bine adaptate. Extincția poate apărea după o perioadă lungă de timp după evenimentele care l-au pus în mișcare, un fenomen cunoscut sub numele de extincție restantă.
Întrebarea dacă mai multe extincții din registrul fosilelor au fost cauzate de evoluție sau de catastrofă este un subiect de discuție; Mark Newman, autorul „Modeling Extinction”, susține un model matematic care se încadrează între cele două poziții. Prin contrast, biologia conservării folosește modelul vortexului de extincție pentru a clasifica extincțiile după cauză. Când au apărut îngrijorări cu privire la extincția umană, de exemplu în cartea din 2003 a lui Martin Rees, Our Final Hour, aceste preocupări se referă la efectele schimbărilor climatice sau ale dezastrelor tehnologice.
În prezent, grupurile de mediu și unele guverne sunt preocupate de extincția speciilor cauzate de umanitate și încearcă să prevină extincțiile ulterioare printr-o varietate de programe de conservare. Oamenii pot provoca extincția unei specii prin exploatare excesivă, poluare, distrugerea habitatului, introducerea speciilor invazive (cum ar fi noi prădători și concurenți alimentari), suprasolicitare și alte influențe. Creșterea explozivă și nesustenabilă a populației umane este o cauză esențială a crizei extincției. Conform datelor Uniunii Internaționale pentru Conservarea Naturii (UICN), 784 de extincții au fost înregistrate începând cu anul 1500, data arbitrară selectată pentru a defini extincțiile „recente”, până în anul 2004. Mai multe specii au fost, de asemenea, listate ca extincte din 2004.